# Химия полимеров
Химия полимеров (химия высокомолекулярных соединений) — раздел химии, который изучает химические и физико-химические свойства, методы синтеза  высокомолекулярных соединений и материалов на их основе, а также исходных реагентов (мономеров, олигомеров) для их получения. Включает исследования как искусственных (полиолефины, полиэфиры, полиамиды и другие соединения), так и природных полимеров (крахмал, целлюлоза, лигнин).

## Предмет изучения
Химия полимеров изучает кинетику, катализ, механизмы реакций полимеризации, поликонденсации, полиприсоединения,  деструкции и вулканизации полимеров, процессы их стабилизации и другие их химические превращения.
Химия полимеров устанавливает взаимосвязь между условий синтеза со структурой и свойствами получаемых высокомолекулярных соединений. Исследует, в связи с химическим строением, физические преобразования в полимерах и их растворах, а также структуру, физические, физико-механические свойства полимеров, поверхностные, межфазные и другие явления, происходящие в полимерных системах и композитах.

## Основные направления исследований
- Синтез мономеров, новых инициирующих и каталитических систем, олигомеров для получения на их основе линейных, разветвлённых и сетчатых полимеров .
- Изучение реакций полимеризации, поликонденсации, полиприсоединения, полигетероциклизации механизма и кинетики этих реакций, влияния строения исходных реагентов и условий синтеза на закономерности реакций и свойства полимеров.
- Изучение механизмов реакций синтеза и химических превращений в высокомолекулярных соединениях под действием УФ, лазерной, радиационного и другого облучения, установление взаимосвязей между механизмом реакций и свойствами получившихся соединений.
- Исследование химических превращений в полимерах и полимерных системах, их механизма и закономерностей.
- Изучение процессов термической, термоокислительной, световой, механической и биологической деструкции и стабилизации полимеров; создание новых стабилизаторов, изучение их действия.
- Изучение закономерностей синтеза блок-сополимеров, привитых и сетчатых полимеров, взаимопроникающих полимерных сеток, механизма их формирования, установления взаимосвязи их свойств со структурой.
- Изучение структуры и физико-химических свойств полимеров, их растворов и гетерогенных полимерных систем.
- Исследование поверхностных и межфазных явлений в многокомпонентных полимерных системах, их структуры и свойств.
- Изучение физических процессов в полимерах и полимерных системах в связи с их составом и химическим строением полимерной матрицы.
- Химические и физико-химические основы формирования композиционных и мембранных полимерных материалов.

## История
К концу 19 века  структура полимерных материалов была малоизученной. На основе измерений давления насыщенного пара и осмотического давления было известно, что в этих случаях речь идет о больших молекулах с высокой молекулярной массой. Ошибочным было предположение о том, что это — коллоидные соединения.
Основателем химии полимеров считается немецкий химик Штаудингер. В 1917 году в своем докладе в швейцарской академии наук он сообщил, что высокомолекулярные соединения состоят из ковалентно связанных длинноцепочечных молекул, и в 1920-х годах опубликовал свою теорию в серии публикаций. В 1953 году за свои работы Штаудингер получил Нобелевскую премию по химии.
Проведённые Г. Майером и Ф. Кларком в 1928 году рентгеноструктурные исследования каучука позволили определить его молекулярную массу, хотя полученные результаты оказались заниженными. Причиной послужило отсутствие в то время сведений о том, что полимерные молекулы могут входить в состав многих кристаллитов, образующих структуру полимера. Правильные результаты были получены позднее в работах Т. Сведбега (нобелевский лауреат по химии 1926 г.) по исследованию биомолекул.
В начале 1950-х годов немецкий химик Карл Циглер предложил  катализаторы на основе алкилалюминия и тетрахлорида титана, которые позволилиполимеризовать этилен в полиэтилен при комнатной температуре; ранее эту рекцию проводили при высоком давлении в стальных автоклавах. Синтезированный этим методом полиэтилен обладает более высокими физико-механическими свойствми. Итальянский ученый Джулио Натта, основываясь на работах Циглера, разработал аналогичную методику производства полипропилена. Циглер и Натта получили за свои работы в 1963 году Нобелевскую премию по химии. 
Работы Поля Флори и Маурицио Гуггинса заложили основы теории полимерных растворов и смесей полимеров. На сегодняшний день эти исследования составляют основы физической химии полимеров.

## Основы
Полимерами принято называть соединения, состоящие из повторяющихся структурных (мономерных) фрагментов, с  молекулярной массой более 10000 г/моль. Аналогичные по строению соединения с  меньшей массой называют олигомерами (греч. оліго — некоторые). Полимеры, состоящие из одного вида мономеров (греч. моно — один) называют гомополимерами (греч. гомо — равный), из разных видов — сополимерами.
Процесс получения полимеров из мономеров, называемый полимеризацией или поликонденсацией, включает следующие основные стадии: конденсация, рост цепи, обрыв цепи.
Для анализа полимеров используют различные методы:
- косвенные — гель-хроматографии, вискозиметрия
- прямые — масс-спектрометрия, осмос, эбулиоскопия, статическое рассеяние света (нефелометрия).